# Residency show
Un residency show consiste en una serie de actuaciones en vivo realizadas por un artista con fines promocionales o lucrativos (similar a una gira musical), pero que se dan siempre en un mismo recinto, generalmente teatros, casinos u hoteles con capacidad inferior a diez mil personas. El primer residency show conocido data de 1987, cuando la artista Lepa Brena dio una serie de conciertos en el Dom sindikata de Belgrado (Yugoslavia; hoy Serbia). Sin embargo, el término se popularizó a finales de los años 2000, cuando Michael Jackson anunció This is It, con cincuenta espectáculos programados en The O2 Arena, ubicada en la ciudad de Londres (Reino Unido). Más tarde, en 2011, Céline Dion, Cher y Elton John tomaron la idea y ofrecieron sus primeros residency shows con varios conciertos consecutivos en el Coliseo del Caesars Palace, ubicado en Las Vegas (Estados Unidos). Pese a que esta última ciudad es la más común, otros artistas como Beyoncé y Lady Gaga han ofrecido residency shows en Nueva York.

## Residency showsnotables

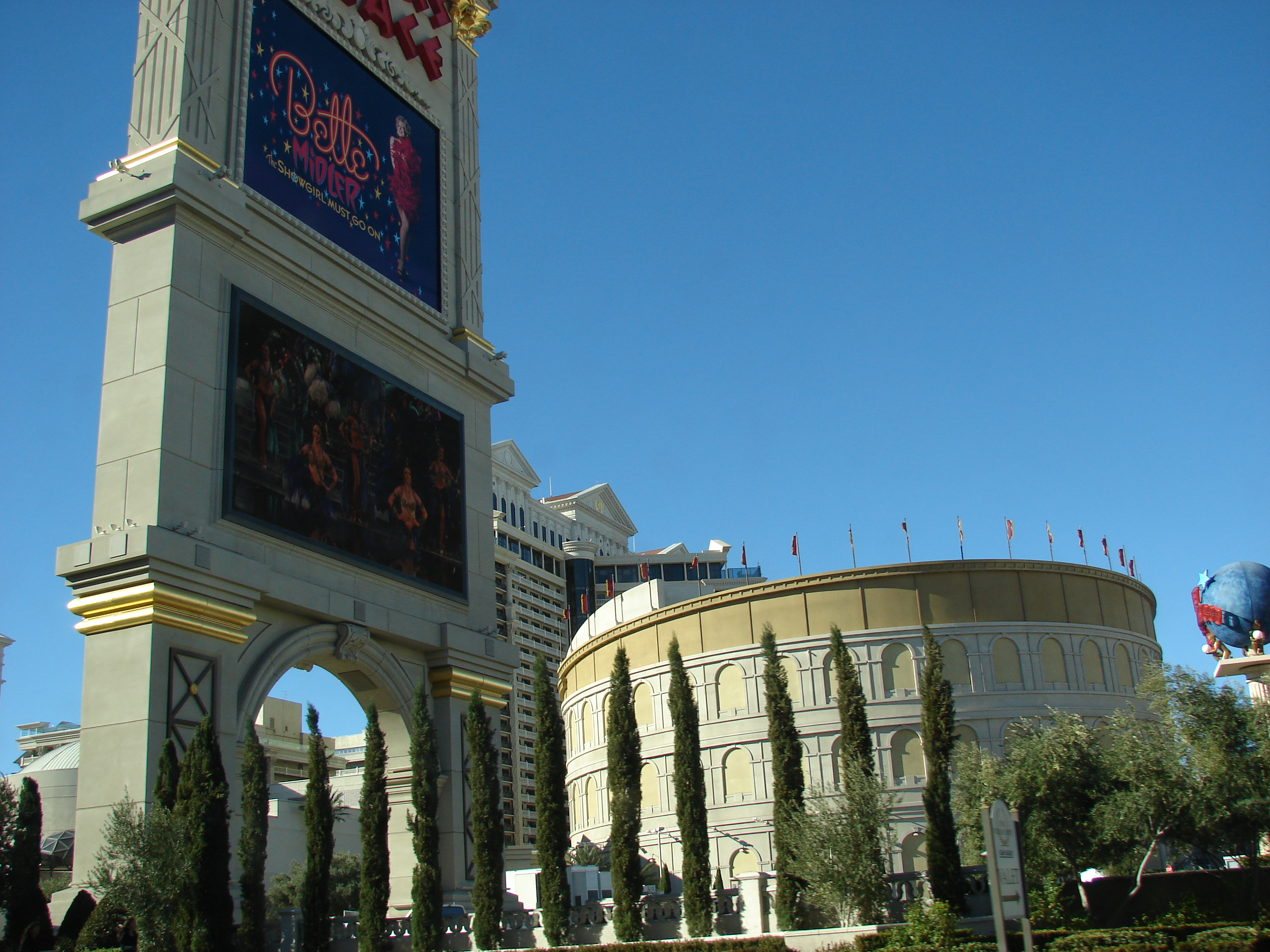
El Coliseo del Caesars Palace de Las Vegas ha albergado residency shows de artistas como Céline Dion, Cher, Elton John, Shania Twain y Mariah Carey.

Pese a haber sido cancelado antes de iniciar debido a la muerte del cantante, Michael Jackson agotó cincuenta espectáculos programados de lo que sería su primer residency show, This Is It. De no haber ocurrido esto, varios medios especulan que pudo haberse convertido en una gira musical debido a los ingresos y la demanda. Otro de los residency shows más notables ha sido The Million Dollar Piano, realizada por Elton John, que se desarrolla en el Coliseo del Caesars Palace, ubicado en Las Vegas (Estados Unidos), y ha ofrecido más de cien conciertos desde su comienzo en septiembre de 2011, con un promedio de veinte espectáculos cada año. Con varios conciertos agotados, ha producido ingresos superiores a $40 000 000. Igualmente, el residency show homónimo de la cantante Céline Dion, la cual se desarrolló en el mismo recinto, generó ingresos de más de $130 000 000 con casi 200 actuaciones. La cantante Shania Twain también ofreció más de 100 conciertos en el mismo recinto, y generó poco más de $40 000 000 en ganancia. Artistas como Olivia Newton-John, Jennifer Lopez, Britney Spears y Bruno Mars también han realizado residency shows en Las Vegas, aunque en sus casos, en el Flamingo Las Vegas, el Planet Hollywood Resort and Casino y The Cosmopolitan, respectivamente.
Aunque la mencionada ciudad es el lugar más común, se han visto residencias en otros lugares. En 2011, Beyoncé dio cuatro espectáculos en el Revel Casino de Atlantic City y un año más tarde, en el Roseland Ballroom de Nueva York. Para conmemorar el cierre de este último recinto, la cantante Lady Gaga ofreció su residencia debut con siete conciertos en 2014, con ingresos de 1.5 millones. Si bien la mayoría de las residencias se realizan en los Estados Unidos y son ofrecidas por artistas norteamericanos, ciertos países de Europa han sido anfitriones de residencias de artistas nacionales. Entre agosto y octubre de 2014, la cantante británica Kate Bush ofreció veintidós actuaciones en el Hammersmith Apollo, ubicado en Londres, Reino Unido. Asimismo, Loreen dio dieciséis espectáculos en Malmö, Suecia.

## Impacto y recaudación
Al ser realizado siempre en un mismo lugar, un residency show con cierto grado de popularidad puede resultar favorecedor para la ciudad o el área donde se realiza. Tras su inicio en diciembre de 2013, se informó que el Britney: Piece of Me había estado atrayendo una multitud de jóvenes consumidores a Las Vegas, cuyo mercado ha sido dominado por adultos de entre 44 a 50 años. Asimismo, el residency show generó un aumento en las ganancias anuales del Planet Hollywood Resort & Casino de hasta 20 millones de dólares. De acuerdo con la revista Billboard, la artista Céline Dion ha encabezado los dos residency shows más recaudadoras de toda la historia, habiendo logrado $385.1 millones con A New Day... y $245.5 millones con Celine. Por otra parte, Elton John ocupa el tercer lugar con The Red Piano, que recaudó 166.4 millones y es el residency show más exitoso de algún artista masculino.
| Rango | Recaudación (en USD) | Artista           | Nombre                     | Ciudad     | Año(s)  | Nro. de conciertos | Recaudación promedio | Ref.   |
| ----- | -------------------- | ----------------- | -------------------------- | ---------- | ------- | ------------------ | -------------------- | ------ |
| 1     | $385 millones        | Céline Dion       | A New Day...               | Las Vegas  | 2003-07 | 714                | 0.53 millones        | [ 20 ] |
| 2     | $245 millones        | Céline Dion       | Celine                     | Las Vegas  | 2011-19 | 375                | 0.65 millones        | [ 20 ] |
| 3     | $169 millones        | Elton John        | The Red Piano              | Las Vegas  | 2004-09 | 248                | 0.68 millones        | [ 20 ] |
| 4     | $137 millones        | Britney Spears    | Britney: Piece of Me       | Las Vegas  | 2013-17 | 248                | 0.55 millones        | [ 20 ] |
| 5     | $131 millones        | Elton John        | The Million Dollar Piano   | Las Vegas  | 2011-18 | 189                | 0.69 millones        | [ 20 ] |
| 6     | $113 millones        | Bruce Springsteen | Springsteen on Broadway    | Nueva York | 2017-18 | 236                | 0.48 millones        | [ 21 ] |
| 7     | $101.9 millones      | Jennifer Lopez    | Jennifer Lopez: All I Have | Las Vegas  | 2016-18 | 120                | 0.35 millones        | [ 20 ] |
| 8     | $97.4 millones       | Cher              | Cher at the Colosseum      | Las Vegas  | 2008-11 | 192                | 0.51 millones        | [ 20 ] |
| 9     | $71.8 millones       | Bette Midler      | The Showgirl Must Go On    | Las Vegas  | 2008-10 | 170                | 0.42 millones        | [ 20 ] |
| 10    | $57.4 millones       | Rod Stewart       | The Hits                   | Las Vegas  | 2011-18 | 117                | 0.49 millones        | [ 20 ] |

## Críticas
Aunque los residency shows han sido sumamente lucrativos para algunos artistas y han supuesto un incremento en su popularidad mediática, que un artista se embarque en uno es considerado por algunos medios y especialistas como el declive definitivo de su carrera musical. Durante una entrevista con Pauly Shore en septiembre de 2015, al empresario Irving Azoff, mánager de Christina Aguilera, se le preguntó si la artista realizaría un residency show próximamente, a lo que contestó: «Christina está por volver a The Voice, por terminar su álbum, por hacer otra aparición en Nashville y el álbum es increíble. No quiero ofender a Britney Spears, Jennifer Lopez o Shania Twain, pero Christina no ha alcanzado su auge aún. Está en el mejor momento de su carrera. Recorreremos el mundo, así que no estamos listos para sentarnos en Las Vegas». Pese a esto, tras la publicación de su álbum Liberation (2018), Aguilera anunció que se embarcaría en su propio residency show en Las Vegas titulado Christina Aguilera: The Xperience, que iniciaría en 2019. 
Por otra parte, durante un concierto en Melbourne en marzo de 2016, algunos fanáticos de Madonna le preguntaron si esta realizaría un residency show, a lo que respondió: «Prefiero morir que trabajar en Las Vegas». Asimismo, en una entrevista con Zane Lowe en enero de 2018, a Justin Timberlake también se le realizó la misma pregunta, a lo que contestó que sentía que un residency show en Las Vegas se sentía como «planificar tu retiro».